# Шеол (потойбічний світ)
Шео́л —  Потойбічний Світ.
Біблійні тексти Старого Заповіту (Танаху) розглядають шеол як дім усіх мертвих, незалежно від їхнього стилю життя, бо. "У шеолі є не лише грішні люди, але й праведники". (Проте "шеол" має значення не лише тільки пекло, але також й кладовище. Септуаґінта використовує термін "гадес" (аїд) в місцях, де гебрейський текст містить шеол.

## Цитати з Біблії
Посилання на біблійні тексти, в яких згадується шеол (переклад Іларіона (Івана Огієнка)).
- Буття: 37:35; 42:38; 44:29, 31.
- Числа: 16:30, 33.
- Повторення Закону: 32:22.
- Перша книга Самуїлова: 2:6.
- Друга книга Самуїлова: 22:6.
- Перша книга царів: 2:6; 2:9.
- Книга Йова: 7:9; 11:8; 14:13; 17:13, 16; 21:13; 24:19; 26:6.
- Книга Псалмів: 6:6; 9:18; 15:10; 17:6; 29:4; 30:18; 48:15-16; 54:16; 85:13; 87:4; 88:49; 114:3; 138:8; 140:7.
- Книга приказок Соломонових: 1:12; 5:5; 7:27; 9:18; 15:11; 15:24; 23:14; 27:20; 30:16.
- Книга Екклезіястова: 9:10.
- Пісня над піснями: 8:6.
- Книга пророка Ісаї: 5:14; 7:11; 14:9, 11, 15; 28:15, 18; 38:10, 18; 57:9.
- Книга пророка Єзекіїля 31:15-17; 32:21, 27.
- Книга пророка Осії: 13:14.
- Книга пророка Амоса: 9:2.
- Книга пророка Йони: 2:3.
- Книга пророка Авакума: 2:5.

## Джерело
- Шеол // Енциклопедичний словник Брокгауза і Єфрона: У 86 томах (82 т. і 4 доп.). — СПб., 1890—1907.